# Malesia e Madhe (huyện)
Malesia e Madhe là một quận thuộc hạt Shkodër, Albania. Quận này có diện tích 897 km² và dân số năm 2002 là 36770 người, mật độ 41 người/km².